# マーティン郡 (ミネソタ州)
マーティン郡 (Martin County) は、アメリカ合衆国ミネソタ州に位置する郡である。2000年現在、人口は21,802人である。郡庁所在地はフェアモントである。

## 地理
アメリカ合衆国統計局によると、この郡は総面積1,890km2 (730mi2) である。このうち1,837km2 (709 mi2) が陸地で52 km2 (20 mi2) が水地域である。総面積の2.77%が水地域となっている。

### 隣接する郡
- ワトンワン郡  (北)
- ブルーアース郡  (北東)
- フェアリボー郡  (東)
- アイオワ州コスース郡  (南東)
- アイオワ州エメット郡  (南西)
- ジャクソン郡  (西)
- コットンウッド郡  (南西)

## 人口動勢
2000年現在の国勢調査で、この郡は人口21,802人、9,067世帯、及び6,047家族が暮らしている。人口密度は12/km2 (31/mi2) である。5/km2 (14/mi2) の平均的な密度に9,800軒の住宅が建っている。この都市の人種的な構成は白人97.22%、アフリカン・アメリカン0.25%、先住民0.10%、アジア0.42%、太平洋諸島系0.02%、その他の人種1.26%、及び混血0.73%である。ここの人口の1.93%はヒスパニックまたはラテン系である。
この郡内の住民は24.80%が18歳未満の未成年、18歳以上24歳以下が6.40%、25歳以上44歳以下が24.90%、45歳以上64歳以下が24.00%、及び65歳以上が19.90%にわたっている。中央値年齢は42歳である。女性100人ごとに対して男性は95.30人である。18歳以上の女性100人ごとに対して男性は91.50人である。
この郡内の世帯ごとの平均的な収入は34,810米ドルであり、家族ごとの平均的な収入は44,541米ドルである。男性は30,467米ドルに対して女性は21,780米ドルの平均的な収入がある。この郡の一人当たりの収入 (per capita income) は18,529米ドルである。人口の10.50%及び家族の7.10%は貧困線以下である。全人口のうち18歳未満の15.10%及び65歳以上の9.00%は貧困線以下の生活を送っている。

## 都市及び町

### 都市
- Ceylon
- Dunnell
- フェアモント（英語版）
- グラナダ
- Northrop
- Ormsby †
- Sherburn
- Trimont
- Truman
- ウェルカム

### 郡区
- Cedar Township
- センタークリーク郡区
- イーストチェーン郡区
- Elm Creek Township
- Fairmont Township
- Fox Lake Township
- Fraser Township
- Galena Township
- ジェイ郡区
- Lake Belt Township
- Lake Fremont Township
- Manyaska Township
- ナッシュビル郡区
- Pleasant Prairie Township
- ローリンググリーン郡区
- Rutland Township
- Silver Lake Township
- Tenhassen Township
- Waverly Township
- ウェストフォード郡区

† Ormsby はWatonwan 及びマーティン郡の両方にある。